# 昆明街道
昆明街道，是中华人民共和国辽宁省大連市中山区下辖的一个乡镇级行政单位。

## 行政区划
昆明街道下辖以下地区：
武汉社区、独立社区、华昌社区、绿山社区和武昌社区。